# علسوط
عُلْسُوط أو أبو العيد (الاسم العلمي: Chilocorus)، جنس خنافس من فصيلة الدعسوقيات